# Mount Ainslie
Mount Ainslie är ett berg i Australien. Det ligger i territoriet Australian Capital Territory, i den sydöstra delen av landet, i huvudstaden Canberra. Toppen på Mount Ainslie är 843 meter över havet, eller 185 meter över den omgivande terrängen. Bredden vid basen är 3,8 km.
Runt Mount Ainslie är det ganska tätbefolkat, med 80 invånare per kvadratkilometer.. Närmaste större samhälle är Canberra, nära Mount Ainslie. 
Runt Mount Ainslie är det i huvudsak tätbebyggt. Genomsnittlig årsnederbörd är 990 millimeter. Den regnigaste månaden är februari, med i genomsnitt 169 mm nederbörd, och den torraste är maj, med 39 mm nederbörd.